# San Giacomo Maggiore (Bologna)
Die Basilika San Giacomo Maggiore (baséllica ed San Iâcum Mazåur auf Bolognesisch) ist ein römisch-katholisches Gotteshaus in der Stadt Bologna. Sie wurde 1267 als Kirche des Augustinerordens gegründet. Im Inneren befindet sich die Bentivoglio-Kapelle, ein prächtiges Bauwerk aus der Mitte des 15. Jahrhunderts, das reich an Kunstwerken aus der Renaissance ist.

## Geschichte
Bereits 1247 hatte sich die Gemeinschaft der Eremiten des seligen Giovanni Bono aus Mantua, bekannt als die Giamboniten, in der Nähe der Stadtmauern von Bologna am damaligen Flusslauf der Savena niedergelassen, wo sie ihr Kloster und die dem heiligen Jakobus geweihte Kirche gründeten. Die Eremiten von San Giacomo di Savena wurden Teil der neuen großen Gemeinschaft der Augustiner, die 1256 von Papst Alexander IV. gegründet wurde und deren erster General Lanfranco Settala aus Mailand war, ein Giambonit aus der Gemeinschaft von Bologna.
Die Einsiedler der Savena suchten bald nach einem geeigneteren Ort im Inneren der Stadt, der ihr Apostolat erleichtern und die Unannehmlichkeiten eines gesundheitsschädigenden Ortes vermeiden würde: So wurde am 25. April 1267 der Grundstein für das neue Gebäude an der Straße San Donato gelegt, in der Nähe der kleinen Pfarrkirche Santa Cecilia. Die Arbeiten gingen langsam voran: Mit der Zeit gelang es den Brüdern, das gesamte Gelände zu erwerben und den Bau dank der Spenden der Gläubigen und der von der Gemeinde erhobenen Steuern fortzusetzen. Das Gebäude wurde 1315 fertiggestellt, aber erst 1344, nach dem Bau der Apsis (1331–1343), geweiht. Die Kirche hatte ein einziges Schiff mit einem Schrägdach mit freiliegendem Dachstuhl (möglicherweise mit Tonnengewölbe) und endete mit einer Hauptkapelle mit einer polygonalen Apsis, die von zwei quadratischen Kapellen flankiert wurde, die alle drei mit Gewölben versehen waren. Mit ihrem romanischen Grundriss, der von der Schlichtheit und Armut der Bettelorden inspiriert war, zeigte die Kirche ein Raumkonzept, das bereits von der Gotik inspiriert war (vertikale Ausrichtung, spitzbogige Fenster, Grabgewölbe).
Im 15. Jahrhundert stellte die Familie Bentivoglio den Ort unter besonderen Schutz und errichtete ihre Adelskapelle (1463–1468) und den langen Säulengang an der Straße San Donato (1477–1481). Im Jahr 1471 wurde der Glockenturm erhöht, und zwischen 1483 und 1498 wurde das Innere der Kirche umgebaut, wobei der mittelalterliche Holzdachstuhl durch ein neues Dach mit drei Kreuzrippengewölben und einer Kuppel ersetzt wurde. Dadurch wurde auch Platz für neue Kapellen an den Seitenwänden geschaffen, die durch Renaissance- und Barockaltäre mit einer Fülle von Gemälden bereichert wurden.
Mit dem Einmarsch Napoleons und der Aufhebung der religiösen Orden wurden die Augustiner vertrieben. Sie kehrten 1824 zurück, aber ein Teil ihres Klosters war seit 1804 Sitz des Conservatorio Musicale geworden. Mit Erlass der „Enteignungs-Gesetze“ des neuen Königreichs Italien verließen die Augustiner das Kloster San Giacomo schließlich nach 1860 und blieben als Verwalter der Kirche zurück.
Das Augustinerkloster spielte eine wichtige kulturelle Rolle und war eines der bedeutendsten Stifte des Ordens. Zu den herausragenden Persönlichkeiten dieses Klosters gehören: Ugolino Malebranche von Orvieto, Jakob von Viterbo, Kardinal Seripando, Cherubino Ghirardacci, Luigi Torelli O.S.A., Jacopo della Lana, Simone da Todi, Matteo da Rimini, Stefano Bellesini, Domenico Agresti.

## Beschreibung

### Außen

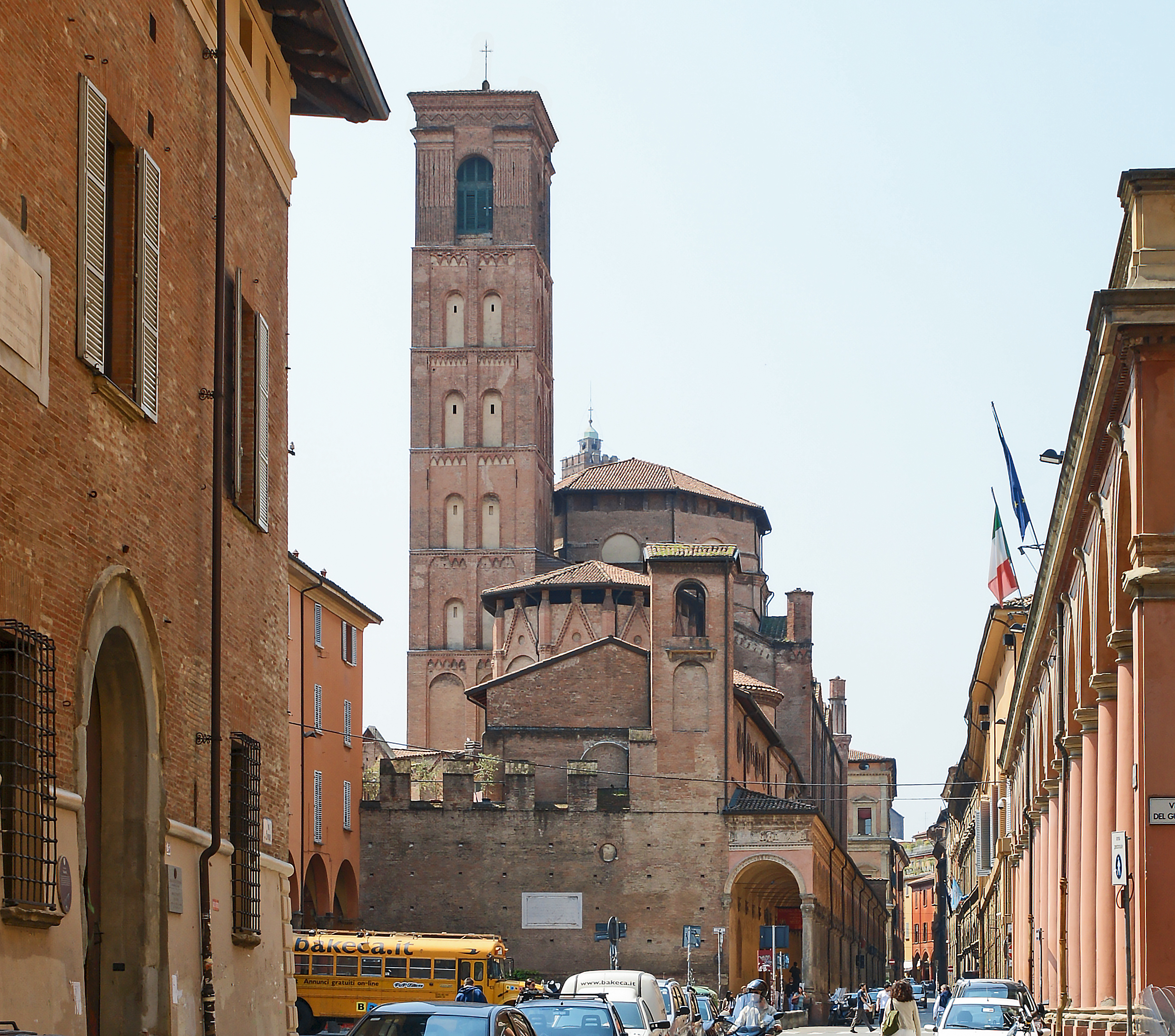
Teil der Apsis mit Mauerresten und Glockenturm

#### Fassade
Dies ist der älteste Teil von San Giacomo mit einem Giebeldach und schlanken spätromanischen Proportionen. Die Ornamente aus istrischem Marmor an den Spitzbogenfenstern im venezianischen Stil wurden 1295 von lombardischen Meistern ausgeführt. Möglicherweise wurden zu Beginn des 14. Jahrhunderts vier spitzbögige Grabzellen an die Fassade angebaut, die etwas später als die unter dem Portikus entstanden sind, und die ursprüngliche Vorhalle wurde verändert, indem die stilisierten Löwen, die ursprünglich nach außen gerichtet waren, neu ausgerichtet wurden. Rechts befinden sich der Eingang zum ehemaligen Kloster, heute das Konservatorium „G. B. Martini“, und das Grabmal von Annibale Coltelli aus dem 16. Jahrhundert.

#### Renaissance-Portikus
Der Portikus, der gemeinhin Tommaso Filippi zugeschrieben wird, besteht aus 36 Säulen mit korinthischen Kapitellen; das Gebälk trägt einen feinen Fries mit gleichmäßigen Figuren. Darunter befindet sich eine Reihe von spitzbogigen Grabgewölben aus dem 13. Jahrhundert, von denen einige Fresken enthielten (heute abgenommen und in der Kirche aufbewahrt).

#### Kloster
Ein kleiner Vorbau aus dem 15. Jahrhundert und ein weiterer aus dem 16. Jahrhundert sind vom Seiteneingang unter dem Portikus aus zu sehen (Via Zamboni 15; Zugang auch zur kleinen Kirche Santa Cecilia). Im kleinen Portikus ist der Terrakottaring des Okulus der zentralen Kapelle, wo der lateinische Text des Ave Maria in schönen gotischen Buchstaben eingraviert ist, zu sehen.

#### Der Bereich der Apsis
Der Komplex von San Giacomo wird auf der Seite der Piazza Verdi von den einzigen Überresten der zinnenbewehrten Mauer aus dem Jahr 1000 umgeben. An diese sind ein Turm und die kleine Kirche Santa Cecilia und rechts der Kopf des Portikus von Bentivolesco angebaut; links erhebt sich der Glockenturm. Oberhalb der Empore kann man auch einen Blick auf den Giebel des alten Gebäudes erhaschen, mit der dreigliedrigen Bogeneinfassung, der den gesamten Umfang der Kirche krönt. Weiter oben befindet sich die Renaissance-Kuppel in der von Antonio Morandi neu gestalteten und als Terribilia bezeichneten Anordnung.
Glockenturm und Glocken
Über der Apsis erhebt sich der schöne Glockenturm, der die beachtliche Höhe von 52 Metern erreicht und damit einer der höchsten in Bologna ist.
Die aufsteigende Treppe ist aus Holz, mit ziemlich steilen Rampen.
Der Glockenturm beherbergt ein schönes Glockengeläut mit fünf Glocken, die wie folgt gestimmt sind:
1. Glocke (Grossa) Ton: E3; Durchmesser: 115,5 cm; Glockengießer: Anchise Censori; Jahr: 1565; Gewicht: ca. 1100 kg
2. Glocke (Mezzana) Ton: G3; Durchmesser: 100,7 cm; Glockengießer: Gaetano Brighenti; Jahr: 1842; Gewicht: 651 kg
3. Glocke (Mezzanella) Ton: A3; Durchmesser: 89,7 cm; Glockengießer: Gaetano Brighenti; Jahr: 1842; Gewicht: 454 kg
4. Glocke (Piccola) Ton: B3; Durchmesser: 80 cm; Glockengießer: Gaetano Brighenti; Jahr: 1842; Gewicht: 320 kg
5. Glocke (Piccola del Maggiore) Ton: D4; Durchmesser: 65,7 cm; Glockengießer: Gaetano Brighenti; Jahr: 1844; Gewicht: 189 kg
Im Glockenturm befindet sich eine weitere kleine Glocke, die wahrscheinlich in der Vergangenheit als Läutewerk verwendet wurde.
Das Geläut bietet die Möglichkeit, zwei verschiedene „Vierer“ zu bilden: einen in „Moll“, wenn die vier größeren Glocken verwendet werden, und einen in „Dur“, wenn die vier kleineren Glocken verwendet werden.
Insbesondere der „Moll-Vierer“ gilt als eine der schönsten „Synchronisationen“ in ganz Bologna, die sich durch den vollen, harmonischen und kräftigen Klang der drei Kleinen auszeichnet, der mit dem rauen, aber gleichzeitig süßen Schlag des Großen kontrastiert wird. Das kleine Werk in Dur, das zwei Jahre nach den anderen hinzugefügt wurde, ist zwar recht melodiös, hat aber wenig Klangfülle.
Die Glocken sind auf den traditionellen Holzblöcken montiert, die typisch für das „Bologneser“ Läutesystem sind. Die vier Großen sind auf einem schönen hölzernen Fachwerk aneinandergereiht; die Kleine befindet sich stattdessen im oberen Teil der Kammer auf einem speziellen Holzrahmen.
Die Glocken sind auf den für das „Bolognese“-Tonsystem typischen traditionellen Holzschäften montiert und können so gespielt werden. Die vier größten befinden sich in einer Reihe auf einer schönen hölzernen „Burg“ vom Typ „Fachwerk“. Die Jüngste des Ältesten befindet sich stattdessen im oberen Teil der Zelle auf einem speziellen Holzrahmen.
Bis zum Jahr 2000 waren 3. und 4. Glocke (die beiden kleinen des „kleinen Vierers“) mit einem elektrischen Kettensystem zum Läuten zur Ankündigung von Gottesdiensten ausgestattet. Dieses System wurde später außer Betrieb genommen (mit der Entfernung der entsprechenden Räder) und durch ein neues Lautsprechersystem ersetzt, das den Klang der Glocken von San Giacomo verbreitet, von denen sorgfältige Aufnahmen aller von Glockenspielern erzeugten traditionellen Klänge („doppi“, „tirabasse“, „squinquini“, „scampanio“ usw.) zusammen mit anderen Signalen („Angelus“, „Ave Maria“, Begräbnis, Gottesdienstankündigung usw.) erstellt wurden, die geschickt auf die verschiedenen liturgischen Anlässe und Bedürfnisse der Basilika abgestimmt sind.
Das Gerüst ist für die Ausübung der verschiedenen Formen der bolognesischen Technik geeignet, vom doppelten „a cappio“ über das „a trave“ bis zum „scampanio“ mit gestoppten Glocken. Die Größe der Bronzeglocken und die ausgeprägte Schwingung des Turms erfordern jedoch ein großes, gut eingespieltes und erfahrenes Team von Glockenspielern. Der jährliche Termin für die Glockenspieler auf diesem Turm ist das Fest der heiligen Rita (22. Mai), um diesen für die Augustinerpatres und die Bevölkerung von Bologna besonders bedeutsamen Jahrestag zu begehen, die in großer Zahl hierher kommen, um die traditionellen gesegneten Rosen zu erhalten.

### Innen

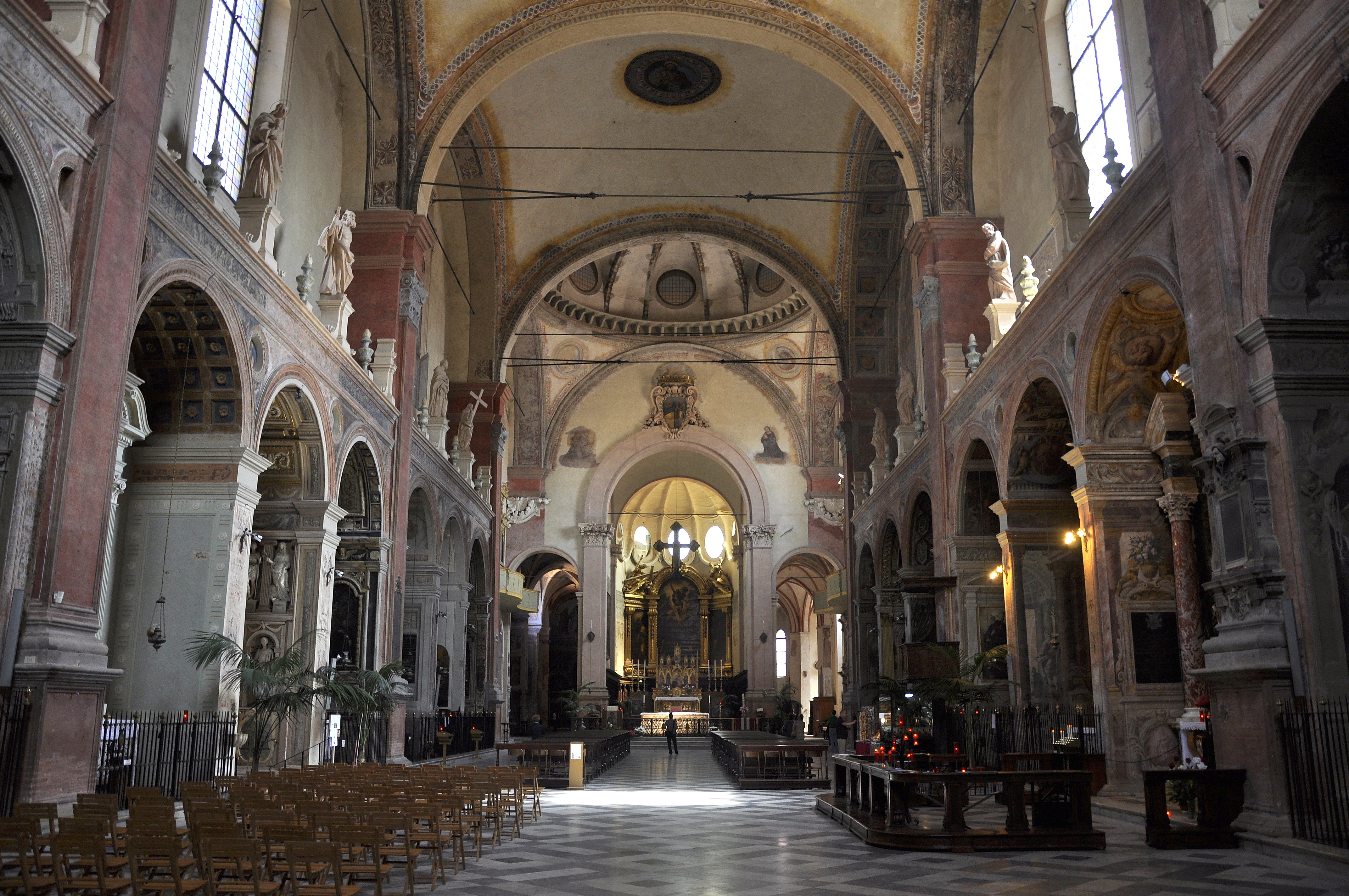
Das Innere der Basilika

Das Gebäude ist großzügig und imposant in seinem Renaissancestil, mit barocken Aufbauten. Die großen Kreuzrippengewölbe tragen Fresken der Heiligen Nikolaus von Tolentino, Augustinus und Jakobus des Älteren, die 1495 von der Werkstatt Francia und Costa gemalt wurden.

#### Kapellen und Kunstwerke
- I. Kapelle der Compagnia della Consolazione, auch „dei Centurati“ genannt. Gürtelmadonna mit Kind, auf Holz gemalt, Kopie des Freskos der Schule von Francia, das vom Altarbild verdeckt wird.
- II. Coltelli-Kapelle. Gemälde des hl. Augustinus und der hl. Monika aus dem 18. Jahrhundert von Antonio Rossi.
- III. Malvezzi-Kapelle, früher der heiligen Rita und heute dem heiligen Johannes von Sahagun (ca. 1430–1479), einem Augustiner, geweiht. Das Altarbild mit Christus, der dem heiligen Johannes von Sahagun erscheint (1620) stammt von Giacomo Cavedoni.
- IV. Die Bekehrung des heiligen Paulus (1573) ist eines der besten Werke von Ercole Procaccini. An der Säule befindet sich das Denkmal von Isotta Manzoli Bentivoglio, die 1622 starb, mit einem polychromen Marmorporträt der Verstorbenen.
- V. Pepoli-Kapelle, derzeit der heiligen Rita von Cascia, Augustiner-Nonne, gewidmet. Altarbild mit der Erscheinung Christi vor der heiligen Rita mit den Heiligen Franziskus und Piriteo Malvezzi, (1734) von dem Sieneser Galgano Perpignani.
- VI. Kapelle der Compagnia dei Gargiolari (Hanfkunst). Altarbild mit der Madonna und den Heiligen Augustinus, Stephanus, Johannes dem Täufer, Abt Antonius und Nikolaus, mit den Schutzheiligen Brigola, 1565 von Bartolomeo Passarotti. Die Kapelle wird von kunstvollen Perspektiven eingerahmt, die 1673 von Angelo Michele Colonna und Giacomo Alboresi ausgeführt wurden.
- VII. Orsi-Kapelle, Prospero Fontana malte das Altarbild mit der Darstellung der Almosen des hl. Alessio (1576) und die Gewölbefresken mit dem Engelschor und den beiden Geschichten des Heiligen. Über dem Altar befindet sich die Urne mit den sterblichen Überresten des seligen Simon von Todi, eines Augustiners, der 1322 in Bologna starb.
- VIII. Die Mystische Hochzeit der heiligen Katharina und der Heiligen Joseph, Johannes der Täufer, Johannes der Evangelist und Magdalena, ist eine von Innocenzo Francucci aus Imola signierte und datierte Tafel aus dem Jahr 1536; in der Predella befindet sich eine kleine Krippenszene. Die seitlichen Fresken stammen ebenfalls von Innocenzo und wurden vielleicht 1514 gemalt. An der linken Wand befindet sich das Grabmal des Juristen Giovan Battista Malavolta (1533), ein Werk von Alfonso Lombardi.
- IX. Bianchetti-Kapelle. Sowohl die architektonische Gestaltung als auch die Gemälde stammen von Tommaso Laureti.
- X. Guidalotti-Kapelle. Der hl. Rochus ist ein sehr schönes Werk aus der Blütezeit von Ludovico Carracci. Die Dekoration des Gewölbes und der Wände stammt aus der Schule der Carracci.
- XI. Die Malvasia-Kapelle ist dem heiligen Erzengel Michael gewidmet. Die Fresken an den Wänden (die vier Doktoren) und an der Kuppel (die vier Evangelisten) stammen von Lorenzo Sabatini (vor 1570); das Altarbild mit der Madonna mit Kind und den Heiligen Johannes, Michael und dem Teufel ist ein Werk von Sabbatini, der von seinem Schüler Denys Calvaert unterstützt wurde.
- XII. Poggi-Kapelle, die Johannes dem Täufer gewidmet ist und von Kardinal Giovanni Poggi für seine Bestattung errichtet wurde. Das Werk wurde Pellegrino Tibaldi (1552–1555) anvertraut. Rechts ist die Empfängnis des Täufers zu sehen, links Johannes tauft die Menschenmenge. Auf dem Gewölbe zeigen die Ovale die Geburt des Täufers, den Tanz der Salome, die Enthauptung des Täufers und den Kopf des Johannes, der zum Festmahl des Herodes gebracht wird, Fresken von Prospero Fontana nach Kartons von Tibaldi. Auf dem Altar befindet sich ein Altarbild mit der Taufe Jesu, datiert 1561 und ausgeführt von Prospero Fontana.

Das elegante Portal, das zur gotischen Sakristei führt, bildet die Basis für das Fava-Denkmal (Ende des 16. Jahrhunderts). Die gotische Sakristei (ein Werk von Azzo di Domenico aus dem Jahr 1385) enthält wertvolle Schränke aus verschiedenen Epochen.

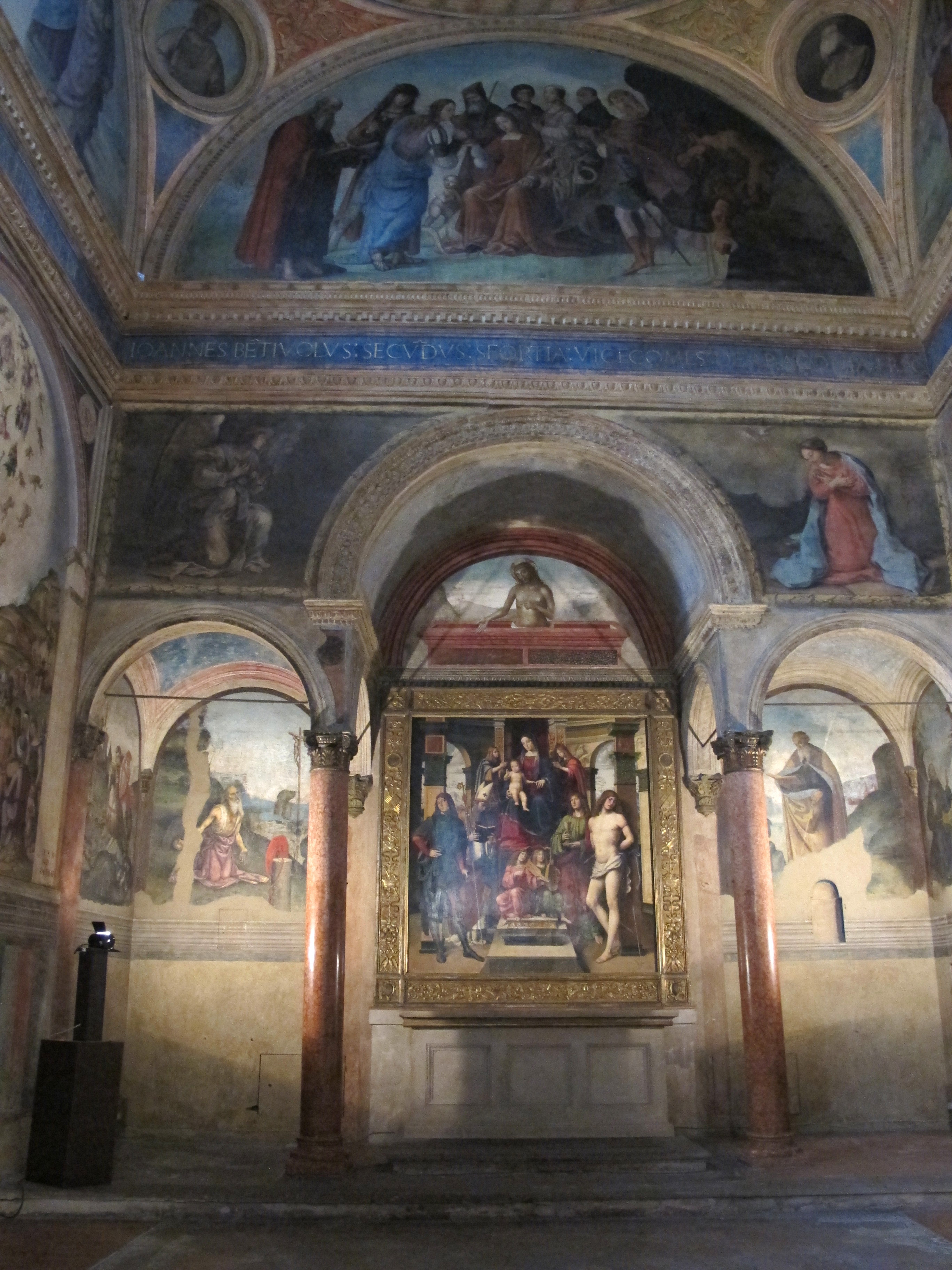
Bentivoglio-Kapelle

- XIII. Castagnoli-Zanetti-Kapelle, liegt zwischen den beiden großen Außenpfeilern des Glockenturms. An der Vorderwand ein Kruzifix von Iacopo di Paolo, das auch auf der Rückseite bemalt ist (1426).
- XIV. Calcina-Kapelle, die den Heiligen Cosmas und Damian gewidmet ist. An den Wänden: Episoden aus dem Leben der heiligen Maria von Ägypten, Fresken von Cristoforo da Bologna aus der zweiten Hälfte des 14. Jahrhunderts.
- XV. Cari-Kapelle, die dem Heiligen Kreuz geweiht ist. Auf dem Altar, Polyptychon von Iacopo di Paolo, ein Werk aus der Blütezeit des Malers, ausgeführt um 1420. An der linken Wand befindet sich ein großes Kruzifix von Simone da Bologna, bekannt als Crocifissi, signiert und datiert 1370. Auf der rechten Seite die Kreuzigung vom Ende des 13. Jahrhunderts, die von den Außenbögen der Kirche abgenommen wurde.
- XVI. Cantofoli-Diolaiti-Kapelle, die der heiligen Anna gewidmet ist. Das Altarbild, die heilige Anna, die der Jungfrau das Lesen beibringt, mit dem heiligen Joachim und Engeln, ist ein frühes Werk von Giambattista Grati (1705).
- XVII. Malvezzi-Kapelle, die dem heiligen Laurentius geweiht ist. Hier befinden sich Fresken aus den Grabzellen des Portikus, die zu den wenigen Beispielen spätromanischer Malerei in Bologna gehören (Ende des 13. Jahrhunderts). An der gegenüberliegenden Wand befinden sich zwei Terrakotta-Skulpturen: Grab des Philosophen Nicolò Fava, (1439) und Grab des Artes Nicolò Fava (1483) von Iacopo della Quercia.
- XVIII. Manzoli-Kapelle, die dem heiligen Bartholomäus geweiht ist. An den Wänden befinden sich zwei prächtige barocke Hochreliefs mit der Enthauptung des hl. Nicolino und der hl. Giuliana, die vom heiligen Petronio die Kommunion empfängt, Meisterwerke von Giuseppe Maria Mazza (1681). An der gegenüberliegenden Wand befindet sich das Kenotaph von Alessandro Fava, der im Alter von 19 Jahren in der Schlacht von Lepanto fiel.
- XIX. Bentivoglio-Kapelle. Der Entwurf, der eindeutig von Brunelleschi inspiriert ist, stammt von dem Architekten Pagno di Lapo Portigiani aus Fiesole, der ihn zwischen 1463 und 1468 realisierte. Der prächtige Majolikafußboden stammt aus der Werkstatt Della Robbia (1489) und weist noch sichtbare Spuren der Wappen von Bentivoglio auf. Die malerische Gestaltung wurde Lorenzo Costa anvertraut, der die Thronende Madonna und die Familie Bentivoglio (1488) als Votivgabe für die gescheiterte Malvezzi-Verschwörung malte. Auf der rechten Seite befindet sich das Denkmal von Hannibal zu Pferd (1458). An der linken Wand befinden sich die beiden großen allegorischen Fresken, der Triumph des Todes und der Triumph des Ruhmes (1490), die noch von Costa stammen. Auf dem Altar befindet sich das prächtige Altarbild mit der thronenden Madonna und den Heiligen Johannes, Sebastian, Augustinus und Florian von Francesco Raibolini, genannt il Francia, datiert um 1494. An der gegenüberliegenden Wand befindet sich das Grabmal von Anton Galeazzo Bentivoglio von Iacopo della Quercia aus dem Jahr 1438.
- XX. Cartari-Gandolfi-Kapelle.
- XXI. Die Kapelle Malvezzi-Ranuzzi ist der heiligen Margareta gewidmet. Hier entstand das große Fresko hl. Jakobus in der Schlacht von Clavijo (1360–70) von Iacopino di Francesco, das sich heute in der Pinacoteca Nazionale befindet. Auf dem Altar, Madonna und Heilige von Lavinia Fontana.
- XXII. Malvezzi-Kapelle. Altarbild mit der Jungfrau und den Heiligen Katharina und Lucia und dem seligen Riniero, (um 1598) von Denys Calvaert.
- XXIII. Die Paleotti-Kapelle, die Johannes dem Täufer gewidmet ist, beherbergt ein Altarbild mit der Jungfrau in der Glorie und den Heiligen Benedikt, Johannes dem Täufer und Franziskus (Ende des 16. Jahrhunderts) von Bartolomeo Cesi.
- XXIV. Hochaltar. Auf dem Altar befindet sich ein großes Polyptychon mit der Reliquie des Heiligen Kreuzes aus der Zeit um 1345, eines der schönsten Werke von Paolo Veneziano. An der Chorwand, rechts, erscheint Jesus dem hl. Augustinus, ein Werk des flämischen Künstlers Michele Desubleo.
- XXV. Casali-Loiani-Kapelle. Das Altarbild mit dem Martyrium der hl. Katharina von Alexandria ist ein Frühwerk von Tiburzio Passarotti (signiert und datiert 1577).
- XXVI. Sassoni-Campana-Kapelle. Das Altarbild mit der Jungfrau, dem heiligen Nikolaus von Bari und drei jungen Mädchen ist ein Werk von Ercole Procaccini (1582). An der Säule hinter der Tür befindet sich eine schöne Madonna mit Kind von Pietro di Giovanni Lianori (erstes Jahrzehnt des 15. Jahrhunderts).
- XXVII. Magnani-Kapelle. Altarbild mit der Präsentation Jesu im Tempel und Verzierungen (1575) von Orazio Samacchini.
- XXVIII. Bonasoni-Boari-Kapelle, die dem heiligen Nikolaus von Tolentino gewidmet ist.
- XXIX. Manzini-Kapelle. Das Gemälde auf dem Altar, die hl. Ursula mit ihren Gefährtinnen (um 1550), das früher Biagio Pupini zugeschrieben wurde, ist seit kurzem als Werk von Giacomo Raibolini, dem Sohn des berühmten Francesco, genannt il Francia, anerkannt. Links, Grabdenkmal des Arztes und Philosophen Girolamo Bono.
- XXX. Vitali-Belluzzi-Kapelle. Die Almosen des hl. Tommaso da Villanova stammt von Ginevra Cantofoli. Grabdenkmal des Kardinals Girolamo Agucchi, eine Stuckarbeit von Gabriele Fiorini, ausgeführt nach 1605.
- XXXI. Crescimbeni-Kapelle. Auf dem Altar ein hl. Hieronymus, eine Kopie, die möglicherweise um 1640 in der Werkstatt von Guercino angefertigt wurde.
- XXXII. Magnani-Kapelle. Altarbild mit der Jungfrau und den Heiligen Wilhelm von Aquitanien, Cäcilia und Agatha, gemalt um 1580 von Tommaso Laureti. Die seitlichen Fresken mit den Heiligen Proculus und Florian in der Manier von Tibaldi werden Gianfrancesco Bezzi, bekannt als Nosadella, zugeschrieben.
- XXXIII. Bavosi-Kapelle. Das Gemälde des Abendmahls ist eine Kopie des Gemäldes von Federico Barocci, das zeitgleich mit dem Original (1609) entstand. Die Fresken stammen von Giacomo Cavedone (1615).
- XXXIV. Duglioli-Kapelle. Das Altarbild mit dem Schutzengel ist ein Werk von Domenico degli Ambrogi, bekannt als Menghino del Brizio (1626).
- XXXV. Malvezzi-Kapelle. Kruzifix aus der Mitte des 15. Jahrhunderts mit spätgotischen Akzenten und transalpiner Inspiration.
- In den 1940er Jahren wurde die Kirche durch eine wertvolle Krippe mit polychromen Terrakottastatuen des Bildhauers Cesarino Vincenzi geschmückt.

#### Pfeifenorgel
In der Basilika gibt es zwei Pfeifenorgeln:
- Auf der Chorempore im rechten Querschiff befindet sich ein Instrument, das von Giuseppe und Paolo Benedetti 1776 unter Wiederverwendung des Holzgehäuses einer Orgel von 1687 gebaut wurde;
- Auf der Chorempore im linken Querschiff befindet sich ein zeitgenössisches Orgelgehäuse, allerdings ohne das Instrument, das 1901 nach Galliera gebracht wurde;
- Auf dem Boden im Chor steht ein Orgelpositiv, das 1827 von Alessio Verati gebaut und um 1960 von Armano Pasta restauriert wurde.

### Oratorium der hl. Cecilia

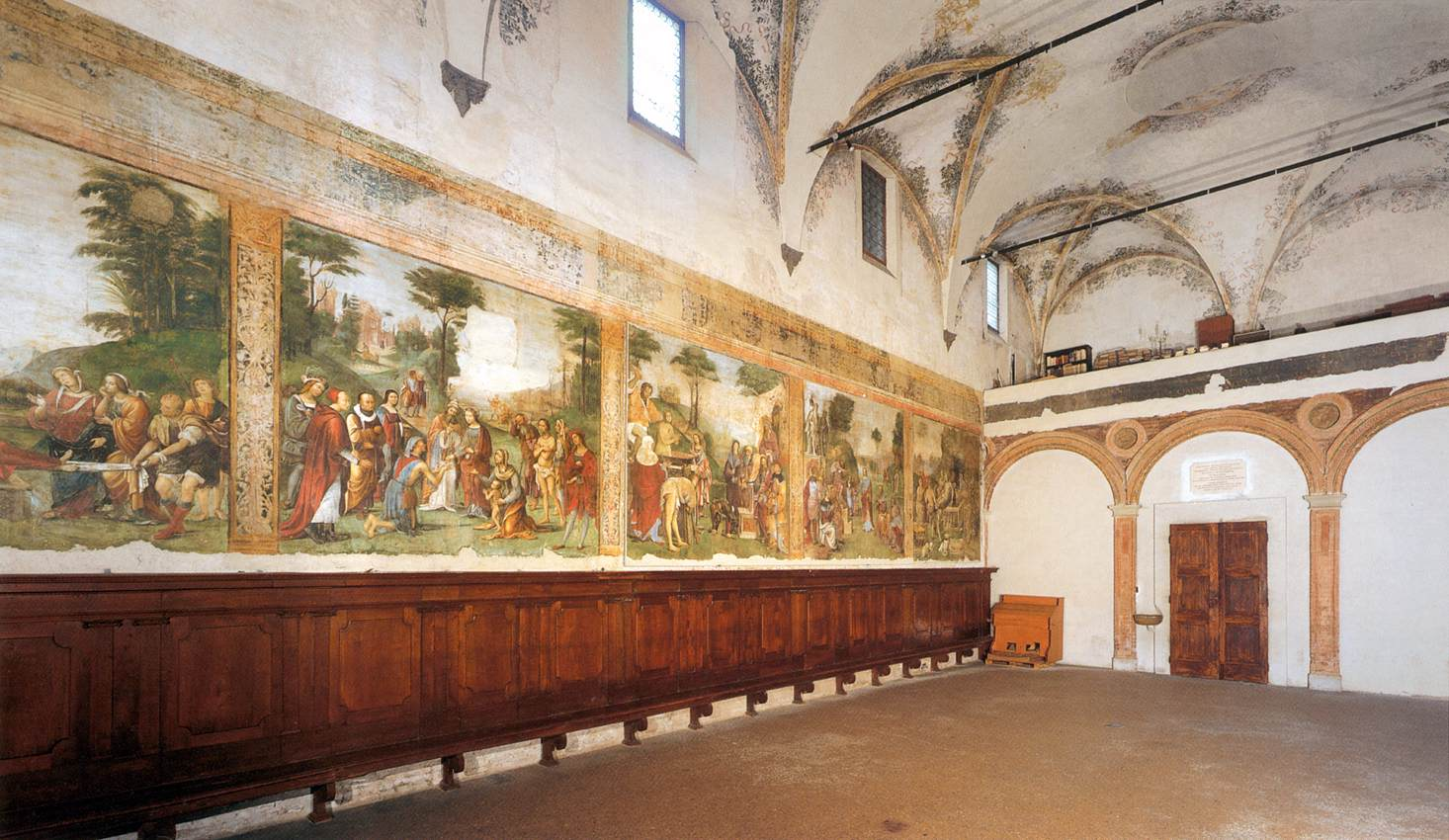
Das Innere des Oratoriums der hl. Cecilia mit Fresken von Amico Aspertini

Der Seiteneingang des Augustinerklosters San Giacomo führt zum Oratorium von Santa Cecilia. Die Ursprünge dieses Gebäudes gehen auf die Zeit vor 1267 zurück, als die Augustiner das Grundstück kauften, auf dem San Giacomo heute steht. Heute ist das Oratorium einer der außergewöhnlichsten Orte der Bologneser Renaissance. Im Inneren befindet sich ein 1506 begonnener Zyklus von zehn Fresken über das Leben der Heiligen Cäcilia, die von Francesco Francia, Lorenzo Costa und Amico Aspertini geschaffen wurden.

## Galerie

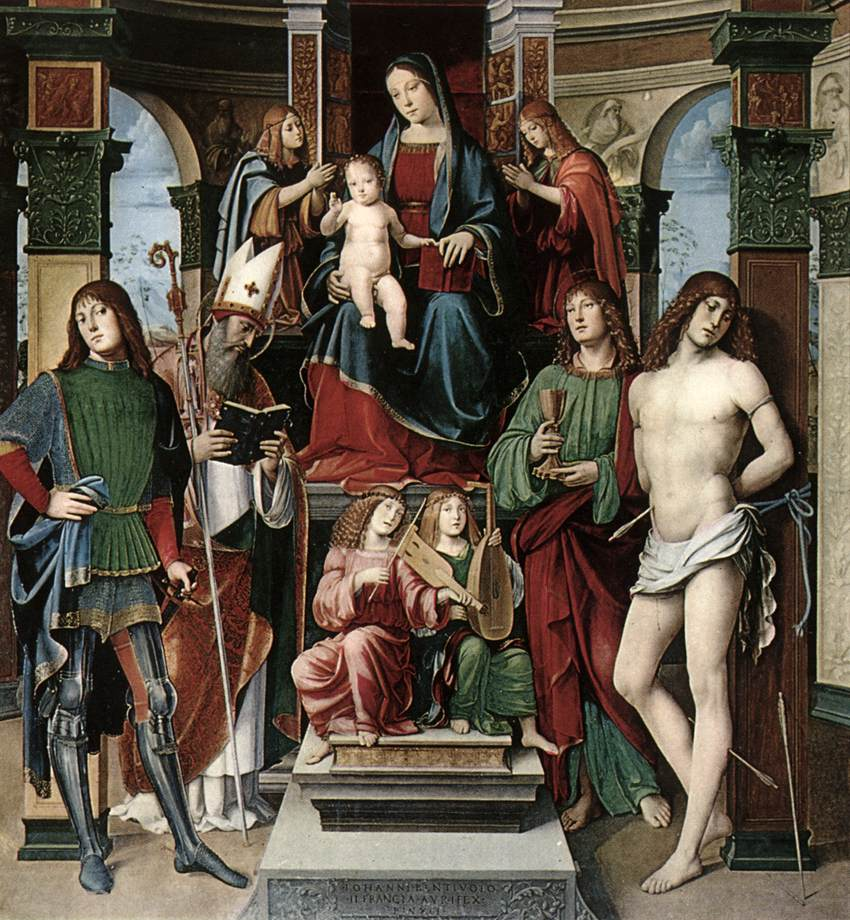
Francesco Francia,Madonna und Heilige, Bentivoglio-Kapelle
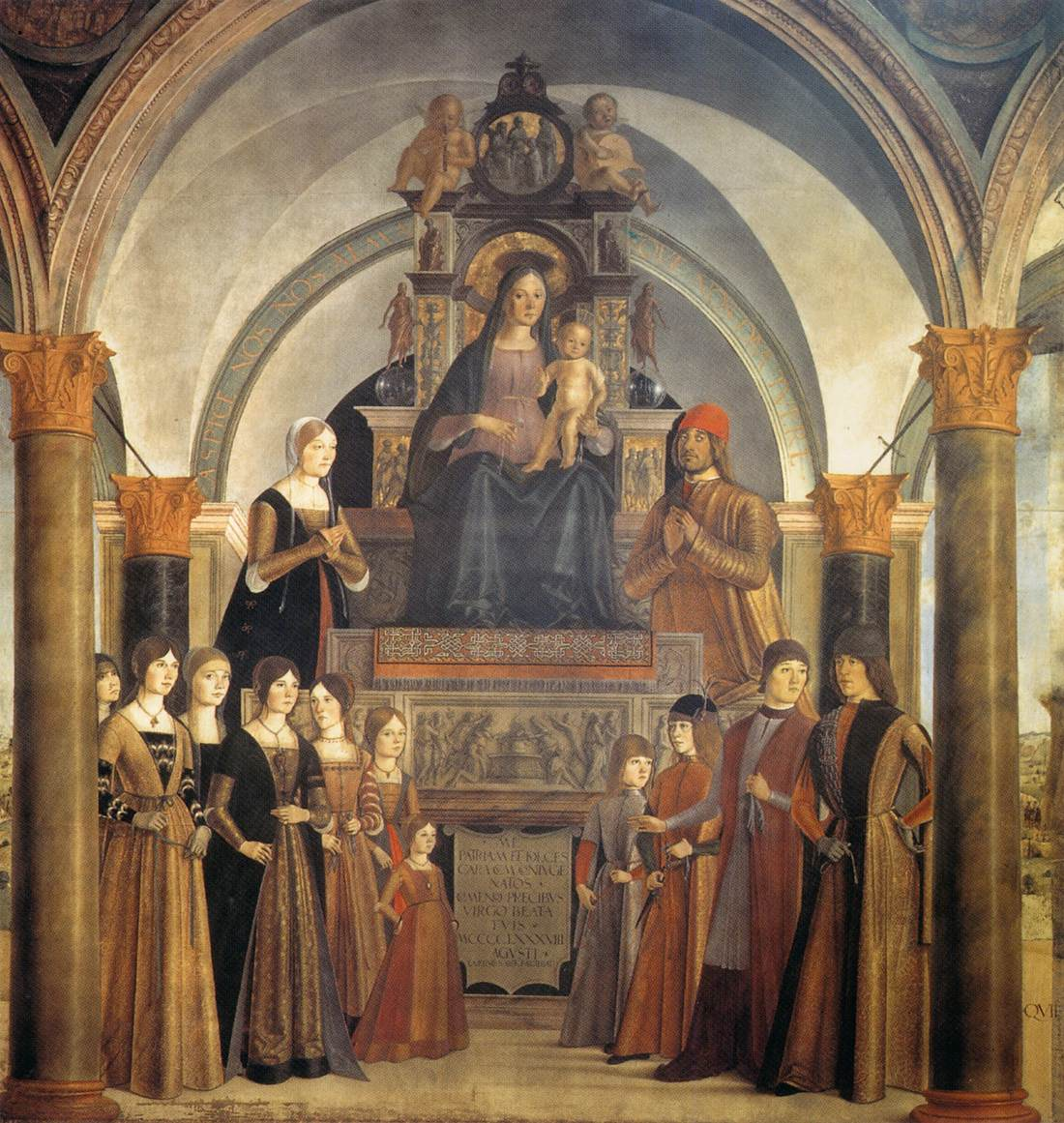
Lorenzo Costa, Bentivoglio-Altarbilde, Bentivoglio-Kapelle
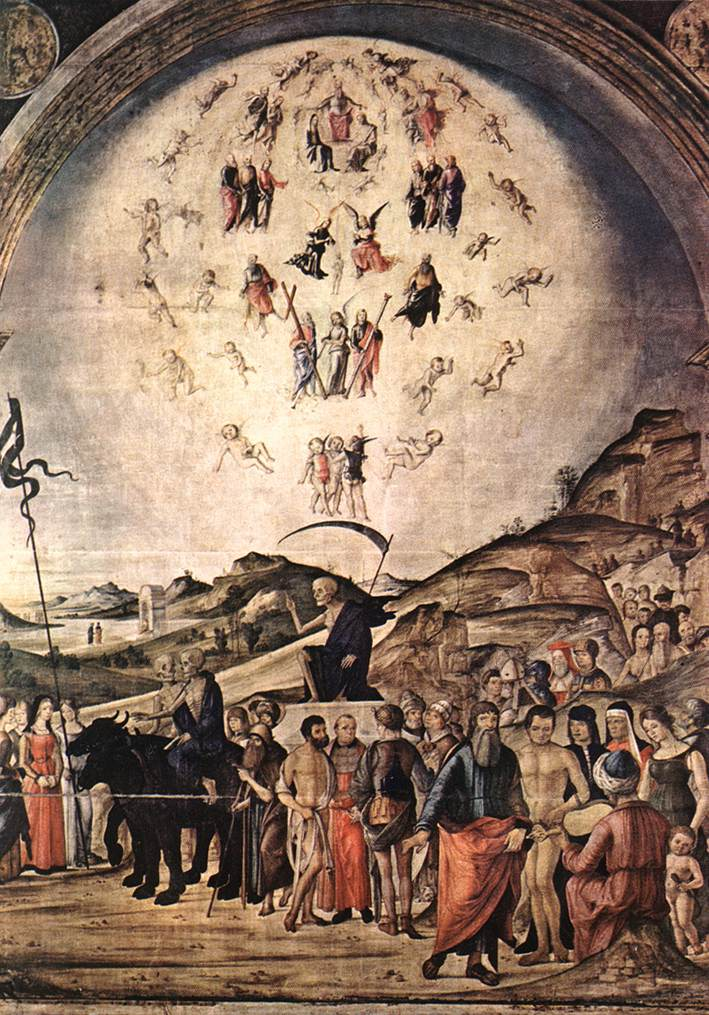
Lorenzo Costa, Triumpf des Todes, Bentivoglio-Kapelle
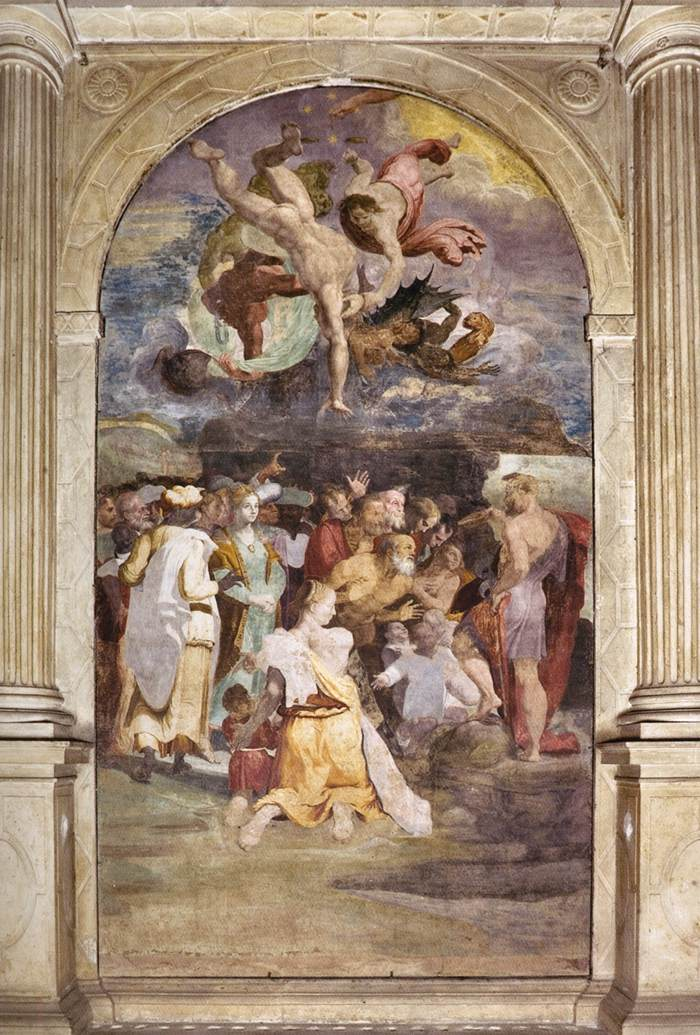
Pellegrino Tibaldi, Johannes der Täufer tauft die Menschenmenge, Poggi-Kapelle
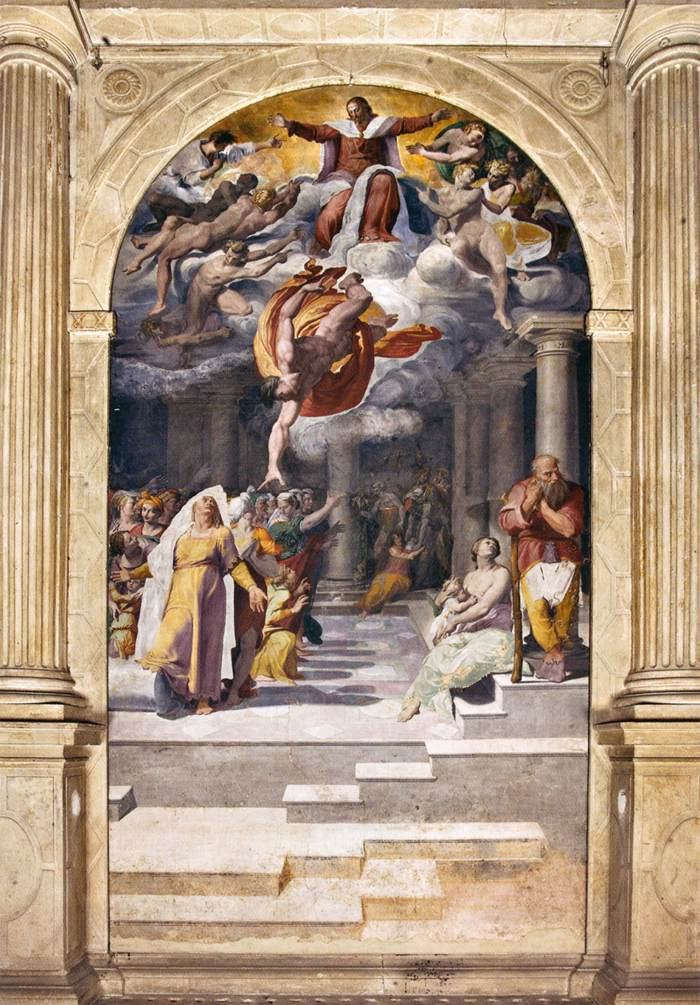
Pellegrino Tibaldi, Die Empfängnis des Täufers, Poggi-Kapelle